# L-AUS
L-AUS er det danske begreb for sikkerhed ved arbejde på eller i nærheden af elektriske installationer.
L-AUS er forkortelse for Lavspændings Arbejde Under Spænding, men i daglig omgang med begrebet L-AUS dækker det i virkeligheden over de 3 forskellige arbejdsmetoder der i henhold til stærkstrømsbekendtgørelsens afsnit 6 kapitel 63, nemlig:
- Spændingsløst arbejde - og de betingelser der knytter sig til at måtte betragte en el-installation som spændingsløs
- Arbejde Under spænding - og de betingelser der knytter sig til at arbejde med spænding på
- Arbejde nær ved spændingsførende dele - og de betingelser der skal opfyldes for at arbejde nær ved spændingsførende dele

Kapitel 63 i stærkstrømsbekendtgørelsens afsnit 6, hedder i virkeligheden arbejde på eller i nærheden af elektriske installationer. Begrebet L-AUS er i virkeligheden kun nævnt i kapitel 637, som omhandler sikkerhedsforanstaltninger ved arbejde på installationer og tavler under spænding. I den professionelle verden er begrebet i praksis kommet til at dække alle førnævnte metoder.
De nuværende (januar 2013) bestemmelser for arbejde på eller i nærheden af elektriske installationer er baseret på standarden EN 50 110-1 fra 1996, og bygger dermed på principper der er beskrevet for mere end 17 år siden. Til trods for, at der kom en ny udgave af EN 50 110-1 i 2005, har dette ikke ført til opdatering af den danske lovgivning på området.
Der er en forhåbning om, at bestemmelserne udgår, når der kommer en ny stærkstrømsbekendtgørelse - og bliver erstattet med en henvisning til gældende standarder - og dermed EN 50 110. 
EN 50 110 består af del 1 og del 2. Bestemmelserne hedder på Dansk "Drift af elektriske installationer" og på Engelsk " Operation of electrical installations". Det fremgår dermed ikke direkte af navnet på standarden, at den omhandler de sikkerhedsmæssige forholdregler der skal lægges til grund, når der arbejdes på eller i nærheden af elektriske installatoner.
EN 50110 del 1:2005 omhandler minimumskrav gældende for alle CENELEC lande. EN 50110 del 2:2010 omhandler et sæt normative bilag (et per Cenelec land), som angiver enten de nuværende sikkerhedskrav eller de nationale supplementer til minimumskravene i del 1.
Standarden forventes at komme til at danne grundlag for en gradvis udligning af de sikkerhedskrav der er forbundet med driften på, med eller i nærheden af elektriske installationer i Europa. EN 50110 anerkender de nuværende forskellige nationale krav til sikkerheden.
I de lande der har nationale regler eller supplementer, gælder disse forud for standarden. Af de 33 CENELEC lande har 23 lande - primært større lande - nationale afvigelser, 7 lande har ingen nationale afvigelser og 3 nytilkomne lande er ikke beskrevet.
I Danmark er det sådan, at hvor stærkstrømsbekendtgørelsen gælder, skal man rette sig efter den - og dermed sikkerhedsmæssigt også L-AUS bestemmelserne.
En meget stort el-installationsområde har dog undergået en myndighedsmæssig flytning - 

## Maskininstallationer
Ind til 2006 var det sådan, at maskininstallationer skulle laves efter Stærkstrømsbekendtgørelsens afsnit 204-1. Afsnit 204-1 havde basis i EN 60 204. Det var med andre ord en EN standard, som de danske myndigheder havde ophøjet til lov.
Danmark er imidlertid tilsluttet EU, og er som sådan forpligtet til at følge de direktiver der kommer herfra - herunder maskindirektivet. Maskindirektivet er meget bredere end EN 60 204-1, og stiller dermed en række yderligere krav til sikkerheden. Som følge af at maskindirektivet omhandler såvel elektrisk som mekanisk sikkerhed overgik myndigheden på området officielt fra sikkerhedsstyrelsen til arbejdstilsynet. I praksis fortsatte sikkerhedsstyrelsen dog ind til sommeren 2010, at agere myndighed på området.
I stærkstrømsbekendtgørelsens afsnit 6 kapitel 11.1 står, at elektriske installationer på maskiner skal følge stærkstrømsbekendtgørelsens afsnit 204-1, idet dog bestemmelserne i SB6 kapitel 63 skal følges ved arbejde på sådant materiel. I og med at afsnit 204-1 er udgået, samt at myndigheden for maskininstallationer er overgivet til AT, er det ikke længere entydigt om SB6 kapitel 63 skal følges. (står en myndigheds bekendtgørelse ved magt, når myndigheden er overdraget til en anden myndighed? Når et afsnit af stærkstrømsbekendtgørelsen er udgået, kan teksten så tillægges nogen værdi?)
Det har siden 2010 ikke været muligt at opnå en klar tilkendegivelse fra AT, hvorvidt der sikkehedsmæssig skal arbejdes i henhold til SB6 kapitel 63 eller EN 50 110. Da alt andet arbejde på maskininstallationer typisk udføres i henhold til gældende standarder, er det nærliggende at antage at sikkerhed ved elektrisk arbejde også skal udføres i henhold til standarder - i givet fald EN 50110-1